# Claudi Favencí
Claudi Faventí o Claudi Favencí (en llatí Claudius Faventinus) era un centurió que va ser destituït amb ignomínia per l'emperador Galba. El 69, mostrant documents falsificats, va convèncer a la flota de Misenum de revoltar-se contra Vitel·li i a favor de Vespasià. Probablement era uns dels classiarii milites que Neró, l'any 68, va formar amb els marins, però Galba els va retornar a la seva anterior situació.